# 淳心学院中学校・高等学校

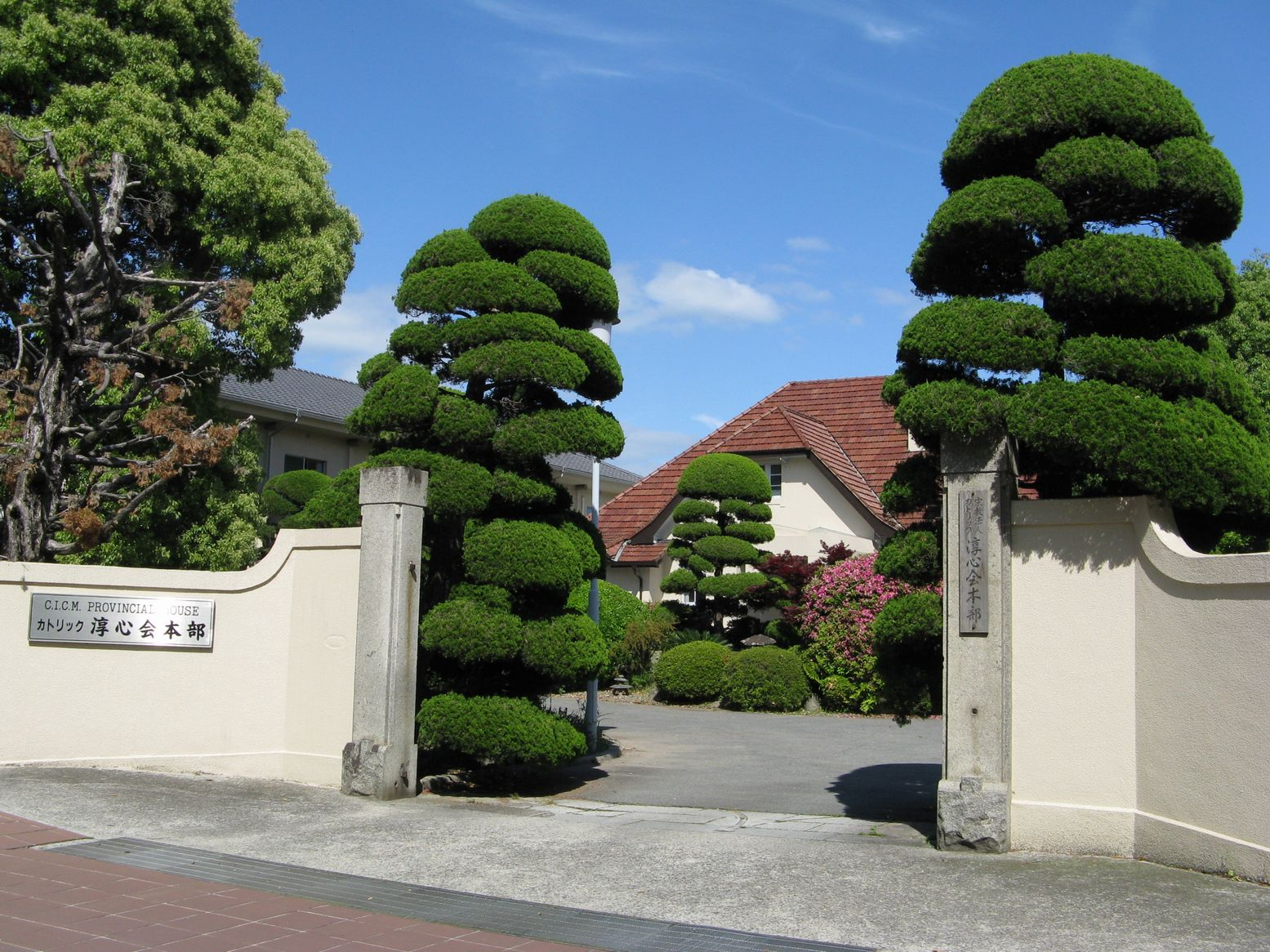
淳心会本部

淳心学院中学校・高等学校（じゅんしんがくいんちゅうがっこう・こうとうがっこう）は、兵庫県姫路市本町に所在し、中高一貫教育を提供する私立男子中学校・高等学校。
カトリック修道会である淳心会を母体とするミッションスクールであり、高等学校において、生徒を募集しない完全中高一貫校。

## 概要
「淳心」(Immaculate) とはラテン語でCongregatio Immaculati Cordis Mariae、「聖母マリアのけがれなき御心」を意味する。
1954年（昭和29年）、ベルギー発祥のカトリック宣教会「淳心会」による学校法人淳心学院の設立および中学校設置が認可される。1957年、高等学校設置認可。1960年、新中学1年より3クラスとし、6か年をJ (Junior)・M (Middle)・S (Senior) の3段階に分ける制度となる。
1964年、当時のベルギー国王ボードワン1世夫妻の来校の栄に浴す。
校舎は姫路城旧中曲輪・姫路市本町の元陸軍兵器支廠倉庫跡に位置する。他にも賢明女子学院と隣接し、姫路市立美術館が至近にあるなど文教地区に立地する。姫路城周辺の建築規制により建物の高さを3階以下に抑えなければならないため、校舎は規模の割に横に長い。旧校舎との兼ね合いもあり、2006年竣工の新校舎設計までには相当な苦労があったといい、段階的に建設が進められたという。
校訓は「同心同意」。自由な校風が重視されており校則は少ない。

## 沿革
- 1954年（昭和29年）4月 - 仮校舎で第1回入学式挙行。この時点では中学校のみで、高校は第1期生が高校に進学する3年後に開校。
- 1956年（昭和31年）2月 - 本校舎完成、移転。
- 1960年（昭和35年）4月 - 6学年をJ, M, Sに区分する制度を採用。3クラス編成となる。
- 1964年（昭和39年）1月 - ベルギー国王のボードゥアン1世が来校。
- 1981年（昭和56年）4月 - 校長にアントニオ・マルゴットが就任。
- 2003年（平成15年）11月 - 校長のアントニオ・マルゴットが紫綬褒章を受章。
- 2004年（平成16年）9月頃 - 新校舎が部分完成。旧校舎は大部分が同年の淳心祭終了を最後に解体。
- 2005年（平成17年）7月頃 - 新校舎特別教室棟も大半が完成。旧校舎残存部、別館の解体準備と新校舎の増築が始まる。
- 2006年（平成18年）
  - 8月31日 - 工事完了。翌月2日の落成式を以て完成となる。
  - 11月16日 - 新校舎が第7回姫路市都市景観賞受賞。
- 2011年（平成23年）4月 - 校長に林正彦が就任。
- 2014年（平成26年）4月 - 新J1生の61回生から、ヴェリタス（東大・京大・医学部進学）・カリタス（難関国公立大進学）の2コース制を開始。
- 2019年 (平成31年) 校長に藤村雄二が就任。

## 教育方針
ベルギー系の修道会を母体とする、少人数の学校である。かつては校長をはじめベルギー人神父が多く在籍した。2019年現在、マルゴット神父は理事長職のみになり、校長は前副校長の藤村雄二になっている。
学校教育は学校と家庭が連携することで達成する、との理念に基づき、自宅通学が入学条件となっている。
「宗教」の科目が必修となっており、有資格教師が授業を担当する。宗教活動としては、朝礼開始時、終礼終了時、授業開始前に十字を切って主祷文（主の祈り）を挙げるほか、追悼ミサや年末のボランティア活動（任意）などがある。

## 象徴
校章
縦長の菱形に「キリスト」を表すギリシア文字"Χριστος"の頭2文字"ΧΡ"をあしらったもの。
制服
制服はブレザー。ネクタイや学年章の色はジュニアが赤、ミドルが緑、シニアが青。校章・学年章は付けるが、名札は無い。
校歌
創立から60年経つが、すでに校歌が代わっている。校歌の他に「愛唱歌」が3つある。初代校歌は後半が英語だった。

## 教育内容

### 課業
授業開始時刻は2023年度現在8時45分となっている。
2023年現在、月・水・金曜は7限目、火・木曜は6限目、土曜は4限目まで実施している。
また、2024年度より、Jコースにおいて水曜日の7限の授業は実施しない形式となっているが、終礼で行う小テストなどにより、M・Sコースとの終業時刻の差はさほどなくなっている。

### 編成
中学・高校6学年を、ジュニア（J1・J2：中学1・2年）、ミドル（M3・M4：中学3年・高校1年）、シニア（S5・S6：高校2・3年）の2学年ごとに分けている。
2014年度入学生（61回生）以降、ヴェリタス（東大・京大・医学部進学）×1、カリタス（難関国公立大進学）×2の計3クラス編成となっている。段階ごとに成績に応じた入れ替えを実施しており、J1>J2,J2>M3,M4>S5の進級時にそれぞれ5人ずつ、M3>M4（高校進級時）のみ、47人以内をVeritasコースとして47位以下をCaritasコースとしてクラスわけを実施している。
ヴェリタスコースはB組、カリタスコースはA/C組。1クラス38人から47人の3クラス編成である（クラス人数はカリタスコースの方がヴェリタスコースより多い)。
編入学は帰国子女など、ごくまれにしか認められない。

### 教育課程
高等部進級後のM4以降は、午後8時まで自習室や図書室に残って勉強する「セルフティーチング」が利用できる。
株式会社TOMASによってJGB (Junshin Growing Base) という放課後自習室および個別指導方式の授業が合併教室において午後8時まで行われている。また、JGBはJコースの宿題未提出者のためのサポートデーにも協力している。
2024年度から、従来の必修講習を廃止し、すべてを選択講習とし、選択講習とは別に成績不振者を対象とした、指名補習もJコースにおいては実施している。

### 特色
チャイムはかつて「ラソファド・ファドファラ・ファソファド・ファドラファ」と、独特なものを使っていたが、新校舎完成と前後して音源を変更し、その際に一般的なものにされた。
始業チャイム前に愛唱歌である「千載霧なす」がかけられる。下校時刻3分前には、新世界交響曲（第2楽章）が鳴らされる。こちらも曲の終わりにチャイムが鳴らされる。

### 校則
ゲームセンターへの出入りについては非常に厳しく、1980年代に「認めない」と改まるなど厳格化された。
2005年4月から遅刻や服装のチェックが厳しくなり、生徒指導部に属する教師が "MIND YOUR DRESS" をモットーに色シャツ、柄シャツの完全禁止やマナーに関する講習会などを行っている。

## 学校行事
- 学園祭である「淳心祭」は毎年9月、敬老の日前後に行われる。ただし、2005年は校舎解体の関係で6月11日に変更された。2016年度以降は9月実施となった。2020年は新型コロナの影響によりオンライン文化祭となった。
- 高校の修学旅行は、大学受験との関係から高校1年 (M4) の秋に行われる。前年の中学3年 (M3) 夏にも事実上の修学旅行（研修旅行と呼ばれる）があるため、2年続いて旅行があることになる。旅行先は、生徒の自主性を尊重し、生徒の多数決による年が多い。なおミッションスクールのため、研修旅行の際には必ず現地教会で説教を拝聴する。高校1年の修学旅行の際には必ずしも拝聴があるわけではなく、行き先によってはない。中3と高2の修学旅行はどちらも新型コロナの影響により中止となった。
- S6（高校3年）の卒業式は体育館で行われ、学校職員全員・卒業生の保護者、および全校生徒 (J1〜S5) も式の最初から最後まで出席する。卒業式の際、生徒一人一人が学年主任に名前を呼ばれて壇上に上がり、校長から卒業証書を直接受け取る。名前を呼ばれて壇上に上がり何らかのパフォーマンスを行い、そのあと卒業証書を受け取る者も例年数人から十数人いる。パフォーマンスは様々で、保護者や教員に対しての感謝の言葉を述べる者、自分の技を披露する者、かぶり物をかぶる者、何らかのコスプレを着用する者などなどバラエティ豊かである。最後に卒業生が会場である体育館から退場する際には、卒業生以外の者全員で「蛍の光」を歌って送り出す。2019年度卒業式は新型コロナウイルスの関係で、卒業生とその保護者高校2年生のみの出席となった。2019年度以降は上記のようなパフォーマンスは厳かな雰囲気の下で卒業式を行うため中止となった。

## 活動・戦績
- 将棋部は、2008年8月に行われた文部科学大臣杯第4回小・中学校将棋団体戦において全国大会で優勝した。
- 鉄道研究部(J-RIC)は淳心学院の部活の中でも歴史が長く、淳心祭では大きなジオラマを発表している。また2012年の第4回全国高等学校鉄道模型コンテストでは、十三駅の模型を製作し優秀賞を獲得。2013年は、雑誌「とれいん」に武庫川駅の模型が掲載され、2014年にはテレビ取材も受けるなど模型やジオラマ製作の実力は高い評価を得ている。2020年はオンライン文化祭でのテレビ取材もされており、さらに2021年には第8回ハイスクール国際ジオラマグランプリで、初出場ながら準グランプリと一般投票第1位を獲得している。その後もハイスクール国際ジオラマグランプリ(現 ハイスクールジオラマグランプリ)などの大会で受賞している。
- 音楽部は全日本吹奏楽コンクールや全日本アンサンブルコンテストなどで関西大会に進出し、2016年度には関西大会（小編成の部）で金賞を受賞するなど、その活躍から校内の特別賞 (JGSP) を受賞するほどの実力を付けてきている。なお、音楽部は2015年度に単独コンサートを行っており、翌年からは定期演奏会という扱いで「スプリングコンサート」を催している。
- 探求学習ではQUESTCUP2023ロールモデルコースにおいてM3の1チームが全国大会へ出場し準グランプリを獲得した。企業探求コーポレートアクセスコースではM4の2チームが全国大会へ出場し1チームが日本一であるグランプリを獲得した。

## 校舎

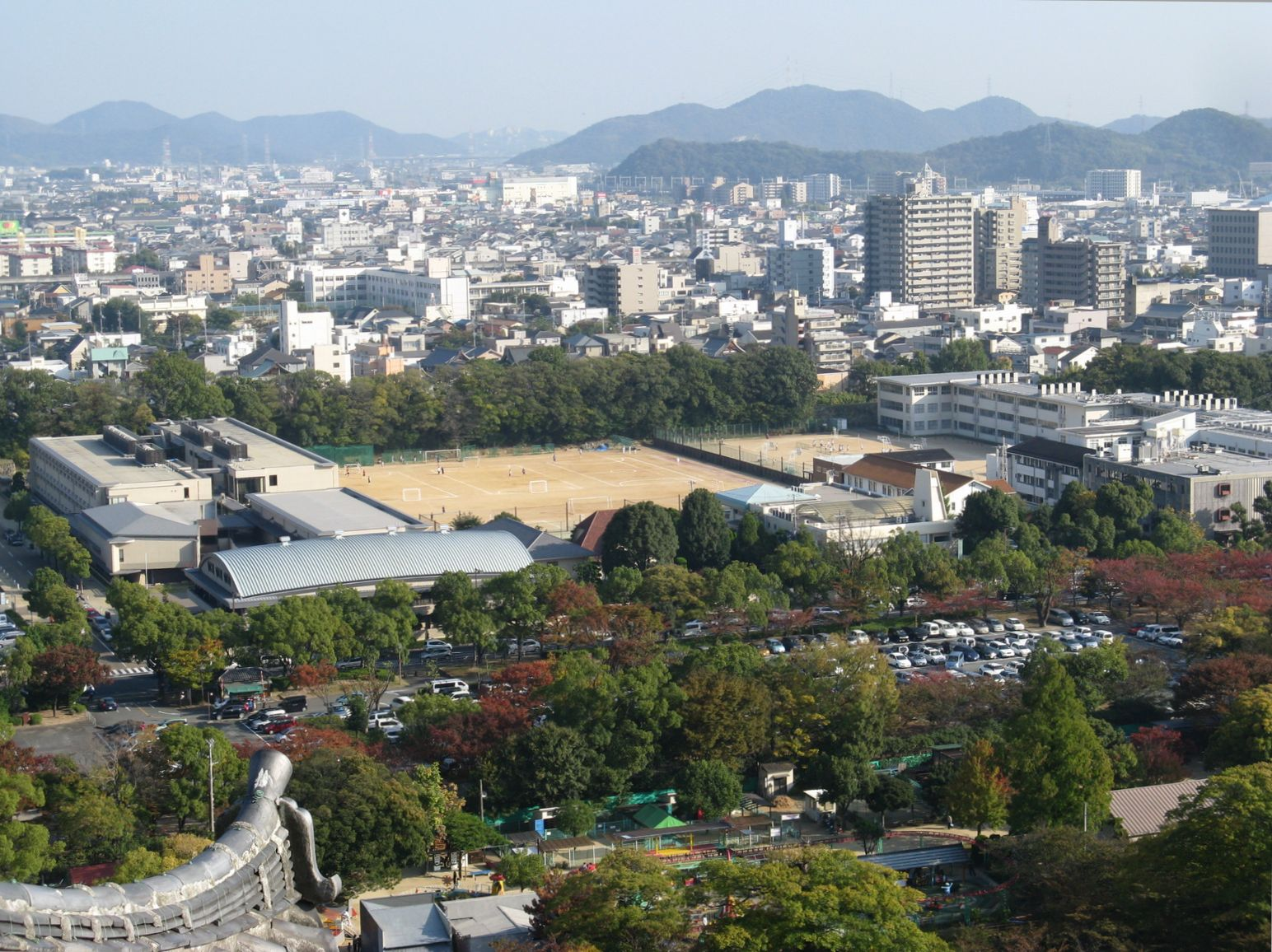
姫路城天守第六層から南東望。淳心学院の校庭は中程左側

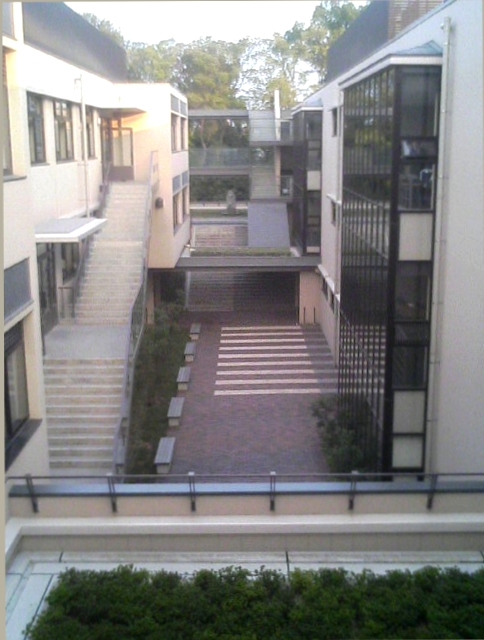
右・普通教室棟、左・特別教室棟。ガラス張りの部分がラウンジ

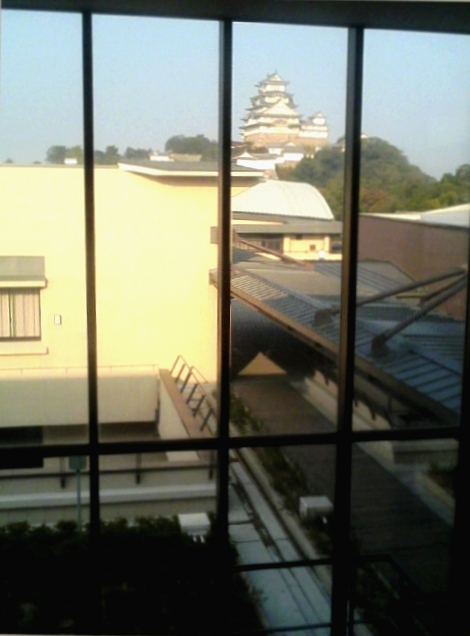
新校舎普通教室棟西端からの景色

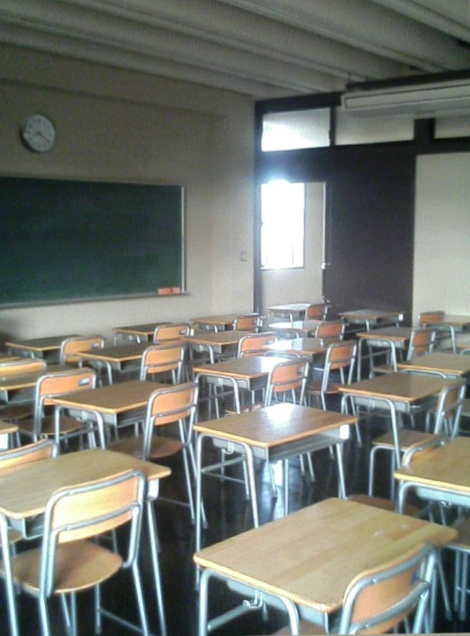
普通教室

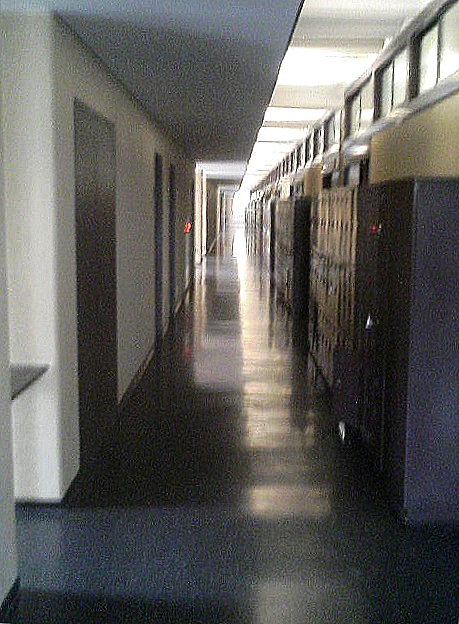
普通教室棟の廊下

創立50周年の記念事業として全面的に新築の新校舎が2006年7月に竣工した。優れたデザインにより、同年度に第7回姫路市都市景観賞を受賞している。

### 普通教室棟
通称「南館」。キリスト教の学校らしく、各教室にはキリスト像が、廊下の到る所にマリアのプレートが飾られている。また、教室の天井はひだ状の突起が大量に付けられている、独特なデザインになっている。2023年2月頃から外壁工事を行っている。
西端の大型ガラスは、白鷺の天守閣を仰ぐために設けられたとも言われる。
エレベーターが設置されている。
旧校舎は床が御影石で出来ていたが、これもコスト面と安全面の問題から採用は見送られた。
- 1階
  - 職員室と印刷室などのそれに付随する部屋が設けられている。保健室と放送室もここにあり、東端には食堂が設置されている。
  - 東端には部分完成時、暫定的に靴箱が置かれた。特別教室棟完成時に一旦そちらの1階に移ったが、現在は本館西端に正式に靴箱が置かれている。
- 2階、3階
  - 全て教室として使われている。1学年3教室×6学年分+2の合計20教室が設けられている。
  - 完成当時、ロッカーは教室の中に置かれていたが、盗難の多発と生徒が廊下で暴れることが問題となり、後に設置場所は廊下に変更された。その際、選択教室と呼ばれる予備の教室の場所を校舎東端から西端へと振り替えている。
  - 廊下には計6箇所「ラウンジ」と呼ばれるガラス張りのスペースがあり、椅子やテーブルも置かれていて、休憩時間や近年では探求学習等に利用されている。1階のこの部分は職員休憩室となっていて、教員らの休憩スペースとなっている。

### 特別教室棟
通称「北館」。教室棟のすぐ北に建てられている。2005年9月に使用開始した。基本的なインテリアは教室棟に準じるが、窓枠のデザインなど、一部に変更点が見られる。内部設備は、二期工事での解体分を引き継いでいる他、文化系クラブの部室もここに集約されている。
1階東部は宗教関係の授業が行われる宗教室をはじめとして、宗教色の濃い部分になっている。宗教関係の行事に使われる聖堂は学校ではなく教会の管轄になっている。
- 1階
  - 事務室と職員室や校長室などの、旧校舎西側残存部の設備が移管されている。東端には図書室が設置されたが、2006年9月の増築が完了するまで整理中扱いで利用できなかった。
  - 旧校舎時代は同一の部屋だった図書室と自習部屋が分離された一方、宗教室と聖堂は先述の通り1つの部屋にまとめられた。
  - 西部は普通教室棟と一体化している。この部分には歴代卒業生の集合写真が飾られている。
- 2階
  - 旧校舎東側残存部の設備を移管した形で、理科系実験室と付随する準備室が作られている。西端には視聴覚室、新規設置で文化部室と同様の間取りである生徒会室や理科系の講義が行われる理科講義室などが設けられている。
- 3階
  - 音楽室と楽器庫、選択教室、合併教室、美術室とコンピューター室がある。中央付近には新規設置の家庭科室も置かれている。

### 心城館
「しんじょうかん」と読む。教室棟の西に建てられている2階建て構造の建物で、土地の関係で歪んだ形状をしている。2005年9月に2階南半分が、2006年9月に残りの部分が使用開始された。教室棟とは渡り廊下で繋がっている。
- 1階
  - 北半分は駐輪場、南半分は駐車場となっている。駐車場と駐輪場の間にはトイレと配電盤、倉庫が設けられている。名前に由来してか一部に石垣のような壁が使われているのが特徴。
- 2階
  - 南半分は柔道場と卓球室、それらの担当教師の控室である体育教官室が設けられている。北半分は450人ほどが収容できる講堂で、映画館のような跳ね上げ式の座席が設置されている。ここの天井は自動開閉式の天窓が設けられている。なお、通常「心城館」とは講堂部分のみを指す。

### 体育館
敷地の最も西に建っている。新校舎建設に抵触しないこと、資金的に立て替えが困難だったことから旧校舎時代から引き続き使われている。ただし一期工事での校舎解体途中にアスベスト問題が取り沙汰されたために2005年春頃に使用の有無の判定を専門家に依頼し、同時に使用の可能性がある箇所をビニールでカバーして応急処置としていた。
翌年2月に使用されていたことが確定したので、同月中旬に本格的な撤去作業が行われ、該当箇所はクリーム色の鉄板で封印された。続いて同年6月にリフレッシュ工事を受け、内外が他の建物に合わせたベージュと茶の塗り分けに変更され、心城館からの渡り廊下が設置された。
2014年12月頃から翌年5月頃まで、大規模修理のため使用不可となっていた。この大規模修理で、耐震化、外装・内装の塗り直し、外の通路の改修などが行われた。この間、正門は工事関係の車が出入りするため生徒の出入りは不可となった。ただし、2014年度の卒業式を行う時点で内装の工事はほぼ完了していたため通常通り実施された。
- 1階
  - 大部分が体育館スペースとなっている。南端はステージとなっており、この部分のみ中2階となっている。ステージ下部にはパイプ椅子が収められており、スポーツ用品はスペースの関係でステージ横と玄関横の2箇所の倉庫に分散して置かれている。
- 2階
  - 北端には室内運動部系の部室、南端には放送機器室と軽音楽部室が設けられている。それ以外は建物を1周するように足場が設けられているのみである。

### クラブハウス
賢明女子学院との境界近くにある、屋外運動部系の部室、倉庫、技術室の集合体。旧校舎時代からの引き継ぎで、まとめて「クラブハウス」と呼ばれている。建物としては2階建てのアパートのような建物と3階建てのプレハブ風の建物が併設されている。現在、他の校舎と繋がっていない唯一の建物である。体育館の大規模修理と併せて建て替えが実施された。

### 運動施設
- 校庭が狭いため、春のスポーツデー（体育祭）は近くの陸上競技場を、冬のマラソン大会は姫路競馬場の一部（内部にある公園の周りのトラック）をそれぞれ借り切って行われる。秋のスポーツデーは校庭での球技大会で、2日間に亘って行われる。ただし、2005年、2006年は校舎解体の関係で春と秋が逆転されて行われている。
- テニスコートはかつては本格的なものであったが、テニス部の衰退とともに保守費用低減のため、土のコートに変えられてしまった。その後、一旦4面から3面になった時期を経て2006年に2面にテニス用マットと防球ネットが設置された。また、秋のスポーツデーの時はネットの高さを変えてバレーボールのコートとして使われる。
- 武道室があり、柔道の授業もあるものの柔道部は無く、放課後は卓球部が使用している。剣道部は体育館で練習している。
- 校庭は中学野球部、中学サッカー部、高校野球部、高校サッカー部の4つが、体育館はバレー部、バスケ部、剣道部の4つが共用している。そのため、これらのクラブは練習時間が週2日程度になっている。そのため、これらのクラブは朝、昼の空いている時間にも練習をしている。

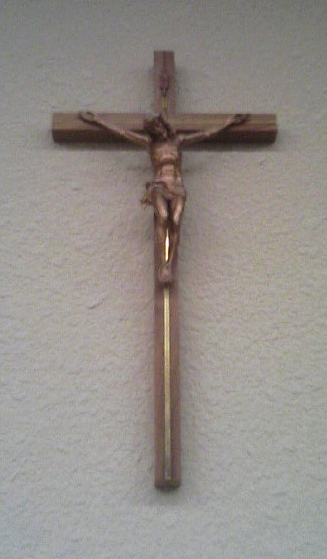
普通教室のキリスト像（普通教室棟2階選択教室）
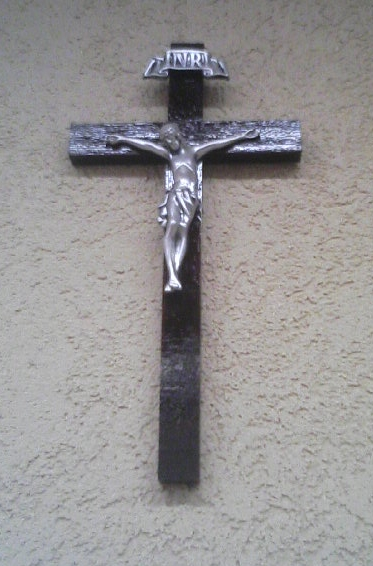
特別教室のキリスト像（美術室）
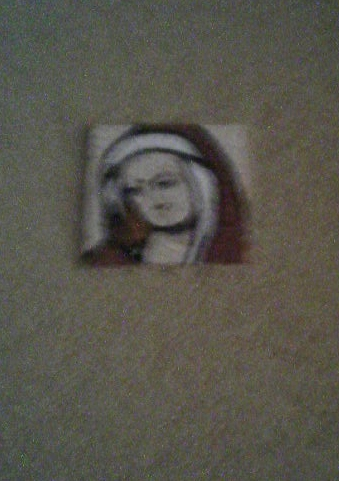
壁面のマリア（特別教室棟1階東端）
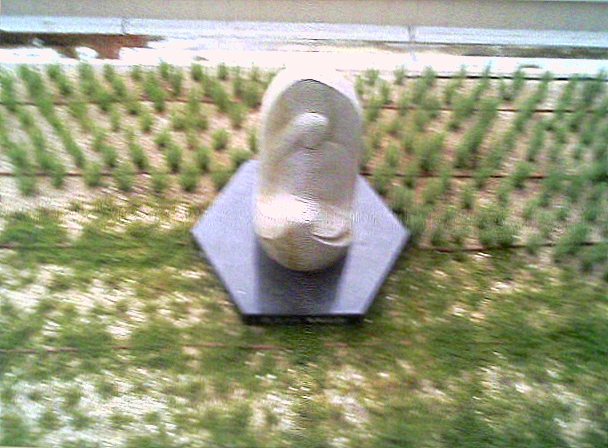
東部渡り廊下に置かれている石像。写真の配管は自動散水装置
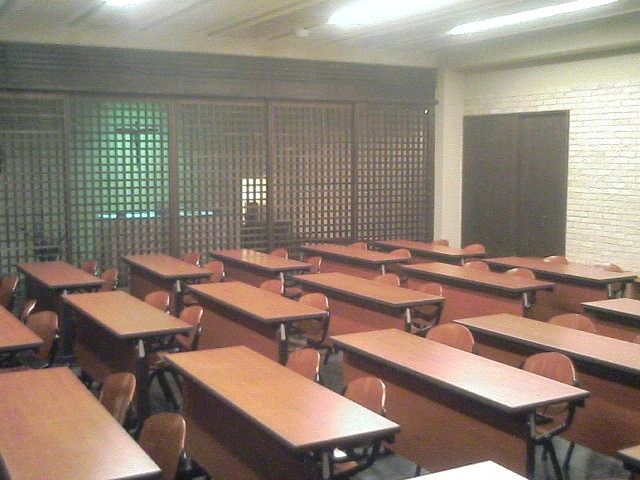
宗教室と聖堂

### その他
- 倉庫スペースが広く取れなかったため、上に記していない地下室がいくつか存在する。
- 建て替えの総仕上げとして水はけの悪い校庭の土を総入れ替えする予定であったが、資金難から上5cm程に縮小された。代わりに、排水用の側溝と普通教室棟〜クラブハウス間にゴム製の通路が設置されている。

## その他
- 合格発表から入学式までの3か月間を「修養期間 (Discipline Period)」とし、5回の登校日を設定。課題や確認テストを行うことで、淳心生としての自覚を促しつつ4月からの好スタートの礎を作る。
- 毎年数人の元淳心生が実習生としてこの学校の教壇に立ち、卒業後実際にこの学校へ赴任したOBも多い。このほかOBはイベントにも積極的に関わっている。同窓会は「心城会」。
- まんがタイムきららで連載中の作品『きもちわるいから君がすき』において主人公らが通う学校のモデルとなっている。

## 旧校舎

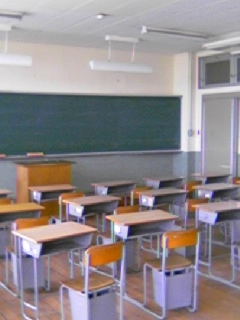
旧校舎の教室

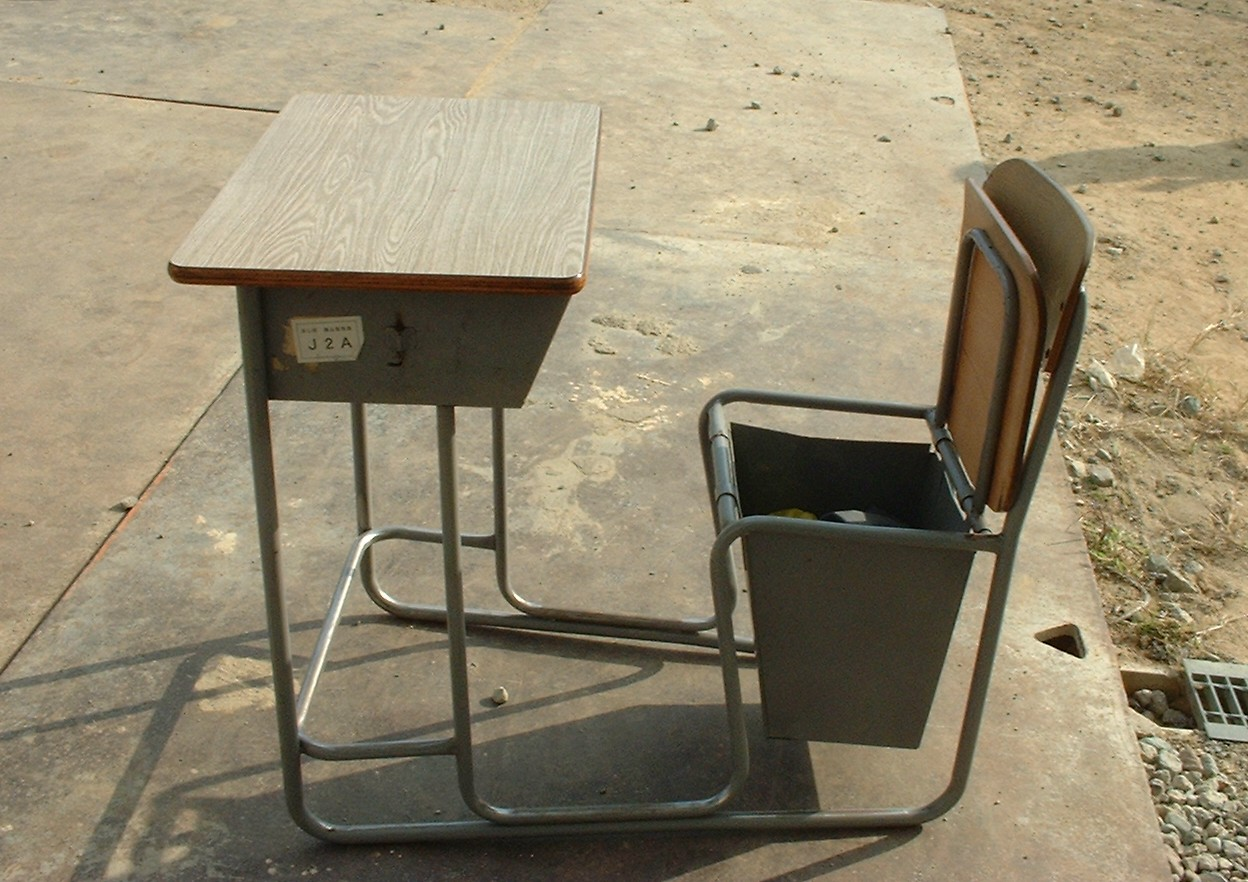
旧校舎で用いられていた机

旧校舎は横に非常に長い本館と小さめの別館、食堂の3つの建物から構成されていた。
本館は増築を繰り返した結果、各部に継ぎ目や仕様の違いの目立つ校舎だった。床に大理石を多用するなどと、豪華な造りで、創立当時はブレザーの制服と共に「近代的な学校」として有名であった。
- 旧校舎各階段には1980年代後半から、肢体障害者のために金属製の手すりが追加設置されていた。
- 食堂の2階と本館2階東端に神父の寝室に利用される部屋がある。
- 一般教室ではかつて、机と椅子が一体となった独特の机を用いていたが、多くは新校舎移行に伴い廃棄されたため、末期には旧校舎残存部の教室に状態の良い物が多少残っているのみであった。
- 旧校舎で一期工事での解体が決まっていた部分では、2004年の淳心祭の時にスプレー等で「旧校舎ありがとう」などという書きがされていた。
- 旧校舎時代のステンドグラスの一部が心城館に保管されている。

### 旧校舎東側
- 地下1階
  - 音楽室と音楽部室がある。元々これらの部屋のためだけに作られた場所で、最小限のスペースしかとっていなかったため、工事の影響をあまり受けていなかった。地下への階段は狭く、非常に急である。
- 1階
  - かつての東玄関があった。解体開始後も一部の靴箱はここに置かれていた。
  - 化学系の実験室と部室があり、新校舎特別教室棟の完成まで使われ続けていた。
- 2階
  - 1階と同様の配置で物理系の実験室と部室がある。新校舎との仮の渡り廊下もこの階に繋げられたが、工事の進展に伴い途中から使用を停止していた。
- 3階
  - 1階、2階と同様の配置で生物系の実験室と部室がある。小教室という小さい教室もあったが、これは校舎切断位置の関係から残されたもので、旧校舎解体開始以降はほとんど使われていなかった。
  - トイレがあるが、解体開始以降は閉鎖されていた。

### 旧校舎西側
- 1階
  - かつての西玄関があった。昔は来客専用だったが、旧校舎解体開始以降は生徒も通行できるようになっていた。また通行をスムーズにするために、2004年淳心祭の前に旧職員室部分にも扉が増設されていた。また、玄関部分には元教諭手製の旧校舎模型が、かなり前から展示されていた。解体開始以降は土足で入ることができた。
  - 以前から事務室があったほか、4つの部屋と2つの倉庫がある。しかし、解体開始以降は事務室と片方の倉庫以外は殆ど使われていなかった。
  - 片方の倉庫からは、地下へ通じる階段が伸びている。
  - ここには聖堂という特別な部屋があった。礼拝用の設備とステンドグラスがあり、カーペットが敷かれている。
- 2階
  - 美術室と旧校舎時代の教室が2つある。しかし、内部はコンピュータールームを解体した際の机やイスを使って改装されていて、片方にはパソコンが、もう片方にはTV機器が置かれていたので、解体前とは異なっていた。なお、ここと1階との間の踊場には、かつて在籍していた生徒の保護者が寄贈したとされる、ノイシュヴァンシュタイン城の巨大なジグソーパズルが飾られていた。
  - トイレは解体開始後も使用可能だったが、末期には女性専用となっていた。
  - ここと3階に分かれて文化部系の部室も存在していた。
- 3階
  - 廊下の北側は昔通り部室と倉庫に充てられていたが、南の通常教室部分は2つの部屋を仕切る壁を取り壊し、臨時の大教室とされていた。また、ここの部分は旧校舎で唯一、廊下側にも窓があった部屋で、改造後も窓は残されていた。

### 別館
旧校舎の中では新しかったが、新校舎建設に関連して取り壊された。建設時期の違いから、独自の内装をしていた。
- 1階
  - 武道室と体育教官室がある。前述の通り、武道室は卓球部が使う関係で卓球台が常備されていた。そのため、この部分は畳が敷かれていなかった。卓球台は6台ほどあったが、スペースの関係で普段は4台しか使われていなかった。教官室は実質的に倉庫として利用されていた。
- 2階
  - 図書館がある。規模は小さいが、専門的な本も少しはあった。
- 3階
  - 講堂と会議室がある。2つの部屋の間の壁は可動式で、必要に応じて部屋の面積の比率を変えられる構造になっている。会議室は倉庫として使われていたため、ここで会議が行われていることはめったになかった。

## 著名な出身者
- 五島壮（政治家。3期生）
- 堀晃（SF作家。4期生）
- 笹倉明（作家。直木賞。8期生）
- 金田康正（計算機科学者。東京大学名誉教授。9期生）
- 弓月光（漫画家。9期生）
- 榊正剛（国交官僚。国土交通審議官、東日本高速道路株式会社副社長。11期生）
- 青山繁晴（参議院議員。株式会社独立総合研究所前社長。12期生）
- 小西禎一（元大阪府副知事。14期生）
- 竹本健治（推理作家。14期生）
- 常陰均（実業家。住友信託銀行社長。14期生）
- 信原幸弘（東京大学大学院総合文化研究科教授。14期生）
- 平山晃康（脳神経外科医。日本大学医学部教授。14期生）
- 山口壯（衆議院議員。環境大臣。14期生）
- 夏石番矢（俳人。明治大学教授。15期生）
- 根木昭（医学者。神戸大学副学長）
- サダタロー（漫画家。38期生）
- 北村紀一郎（NHKアナウンサー）
- 高木修平（NHKアナウンサー）
- 小林慶一郎（経済学者。慶應義塾大学経済学部教授、東京経済研究センター代表理事）
- 尾西康充（国文学者。三重大学教授、副学長）
- 片岡徹（医学者。神戸大学医学部長）
- 西村健一郎（社会保障法学者。京都大学名誉教授）
- 木内博（政治家。神奈川県議会議員）
- 前田泰宏（経産官僚。中小企業庁長官）
- 原洋之介（経済学者。東京大学名誉教授）
- 中谷祐太（漫才師。マユリカ）
- 梅本哲也（政治学者。静岡県立大学名誉教授）
- 谷口芳紀（政治家。兵庫県相生市長）
- 平島崇男（地球科学者。地質学者。京都大学名誉教授、元理学部長)

## 周辺
姫路市中心部の姫路城旧中曲輪内に位置し、姫路市本町68番地という地番に含まれる。
- 姫路城
- 姫路市立美術館
- 姫路市立動物園
- 姫路神社
- 賢明女子学院中学校・高等学校
- 国立病院機構姫路医療センター
- 兵庫縣姫路護國神社
- 姫路郵便局

## アクセス
- 姫路駅から、みゆき通り（または大手前通り）を北上、次いで兵庫県道518号砥堀本町線を北へ

神姫バス姫路駅前から姫路獨協大学・大寿台・北条（加西市）・福崎（福崎町）行きなど医療センター経由のバスで「姫山公園南･医療センター･美術館前」下車。ただし、校則で、姫路駅〜本学校間のバス利用は禁じられている。
- JR播但線京口駅から西へ700m

## 系列校

### 認定こども園
- 認定こども園 テレジア幼稚園 - 兵庫県相生市に所在。
- 認定こども園 聖テレジアこども園 - 鳥取県倉吉市に所在。
- 認定こども園 海星幼稚園 - 岡山県倉敷市玉島地域に所在。1980年代から2000年代に掛けて本校の校長を務めたアントニオ・マルゴットが、学校法人淳心学院の理事長を務める関係から同園の理事長の職にもあった。理事長退任後も、同園の主要行事にしばしば来賓として招かれている。